# Jindřich Marco
Jindřich Marco (* 10. Mai 1921 in Prag; † 20. Dezember 2000 in Prag) war ein tschechischer Fotograf und Numismatiker. Marcos Bilddokumentationen der Nachkriegszeit machten ihn international bekannt.
Nach dem Abitur 1940 arbeitete er während der deutschen Besetzung der Tschechoslowakei als Fotograf und wurde wegen seiner teilweise jüdischen Herkunft 1944 in ein Zwangsarbeitslager verschleppt. Nach Kriegsende arbeitete er in den Jahren von 1945 bis 1948 als Fotojournalist. Er thematisierte umfassend die Folgen des Krieges in Europa, besonders die Schicksale der einfachen Menschen und deren Rückkehr ins normale Leben. Unmittelbar nach dem Krieg fotografierte er in Berlin, Dresden, Warschau, Budapest, London und anderen Städten. Seine Bilder erschienen in Svět v obrazech und anderen tschechoslowakischen Magazinen und in internationalen Zeitschriften wie Weekly Illustrated, Life, Liliput, Picture Post und Paris Match. 1950 wurde er in einem Schauprozess in der Tschechoslowakei zu zehn Jahren Zuchthaus verurteilt. Die längste Zeit der Haft arbeitete er in den Minen in Jáchymov. Nach der Freilassung 1957 schrieb er Sachbücher über Grafik, Numismatik und antike Waffen und erstellte fotografische Dokumentationen. Sein Buch Genosse Aggressor über die sowjetische Besetzung Prags erschien 1968 in Wien unter dem Pseudonym Václav Svoboda.

## Publikationen
- Jindřich Marco: Please buy my new song. Prag 1967, Artia
- Vaclav Svoboda: Genosse Aggressor. Prag im August 1968, Wien/Frankfurt/Zürich 1968, Europa Verlag
- mit Margit Pflagner: Burgenland. 80 Farbbilder mit Erläuterungen in Deutsch und Englisch. Fotobuch, Frick Verlag, Wien 1970.
- Jindřich Marco: Soudruh Agresor, Prag 1990, Mlada Fronta